# Cascata da Frecha da Mizarela
A Cascata da Frecha da Mizarela, ou simplesmente Frecha da Mizarela, é uma queda de água (cascata) localizada na Serra da Freita, próxima da povoação de Albergaria da Serra, concelho de Arouca: município da Área Metropolitana do Porto, da Região do Norte de Portugal e do distrito de Aveiro.
Esta cascata localiza-se em pleno rochedo granítico do planalto da Serra da Freita, a uma altitude de cerca de 910 metros. É alimentada pelas águas do rio Caima e apresenta uma altura que ronda os 75 metros, sendo desta forma uma das cascatas mais altas de Portugal (a mais alta em território nacional encontra-se na Ilha de Santa Maria, denominada de cascata do Aveiro) e uma das mais altas da Europa.
Como o granito é mais resistente à erosão fluvial do rio Caima do que a generalidade dos xistos e grauvaques, ao longo do tempo formou-se um assinalável desnível, tendo-se originado a queda de água. Todavia, além da erosão diferencial, considera-se ainda que a orientação dos sistemas de falhas que afectam todo o bloco da Serra da Freita tiveram influência directa na formação desta escarpa singular.